# Карачаево-Черкезия
Карача́ево-Черке́зка република (на руски: Карачаево-Черкесская Республика; на карачаево-балкарски: Къарачай-Черкес Республика; на кабардино-черкезки: Къэрэшей-Шэрджэс Республикэ), също наричана Карачаево-Черкезия, е субект на Руската Федерация. Влиза в състава на Севернокавказкия федерален окръг и Севернокавказкия икономически район. Площ 14 277 km² (78-о място в Руската федерация, 0,08%). Население на 1 януари 2017 г. 466 432 души (75-о място, 0,32%). Столица е град Черкеск. Разстояние от Москва до Черкеск — 1674 km.

## Историческа справка
Карачаево-Черкезката автономна област е образувана на 12 януари 1922 г., като част от състава на Ставрополски край. На 2 ноември 1943 г. карачаевци са били обявени за съюзници на немците и са депортирани в Средна Азия, а територията ѝ е поделена между Грузия и Ставрополски край. С решение на ХХ конгрес на КПСС от 9 януари 1957 г. карачаевци са реабилитирани и Карачаево-Черкезката автономна област е създадена отново. На 3 юли 1991 г. е преобразувана в Карачаево-Черкезка ССР влиза в състава на ОНД, а на 25 декември 1993 г. е провъзгласена Карачаево-Черкезката република в състава на Руската Федерация.

## Географска характеристика
Карачаево-Черкезката Република е разположена в югозападната част на Русия, по северните склонове на планината Голям Кавказ, от билото на Главния (Вододелен) хребет на юг до подножията на планината на север. На запад и северозапад граничи с Краснодарски край, на север и североизток – със Ставрополски край, на изток – с Република Кабардино-Балкария, на юг – с Грузия.
По билото на Главния (Вододелен) хребет, минаващ по границата с Грузия се издигат върховете Пшиш 3790 m, Домбай-Улген 4048 m, Гвандра 3984 m и др. На север от Главния (Вододелен) хребет, по границата с Република Кабардино-Балкария, се издига късия, но висок Страничен хребет, в който се намира най-високата точка на Карачаево-Черкезия и на цяла Русия – връх Елбрус 4542 m. Между върховете Домбай-улген и Гвандра се намира Клухорския проход (2781 m), през който преминава шосе, свързващо Карачаево-Черкезия с град Сухуми на Черно море. Северно от Главния (Вододелн) хребет и успоредно на него са простира Скалистия хребет, представляващ поредица от куестови ридове – ридове с асиметрични склонове. Ту най-високата точка е връх Бермамит 2643 m. Крайната северна част на страната е заета от Прикубанската низина с надморска височина под 500 m.
Сред полезните изкопаеми с промишлено значение са залежите на газ, мед, полиметали, каменни въглища и строителни материали.
Републиката е разположена в умерения климатичен пояс и има височинна зонираност. Средната януарска температура е от -4,4 °C на север в Кубанската низина до -10 °C и по-ниски в планините, а средната юлска е съответно от 21 °C до 8 °C и по-ниска. В северната равнинна част вегетационния период (с денонощна температура над 10 °C) е 182 дни, до 75 – 50 дни в планините и още по-малко в най-високите южни части. Годишното количество на валежите е от 550 mm на север (по долината на река Кубан под 500 mm) до 2500 mm и повече на юг във високите части на Кавказ.
В североизточната част на страната преминава участък от вододела между водосборните басейни на Азовско и Каспийско море, а по границата с Грузия – между Азовско и Черно море. Територията на Карачаево-Черкезия попада във водосборните басейни на три големи реки – Кубан (около 85%, от басейна на Азовско море) и Терек (около 2%) и Кума (около 13%) от басейна на Каспийско море. Най-голямата река в страната е Кубан с левите си притоци Теберда, Малък Зеленчук, Голям Зеленчук, Уруп, Голяма Лаба и др.). Втора е река Кума с десния си приток Подкумок. Към басейна на Терек са двете малки реки Кичмалка и Хасаут, леви притоци на река Малка (ляв приток на Терек). В Карачаево-Черкезия има 419 реки с обща дължина 4203 km, голяма част от които са малки реки и ручеи. Болшинството от реките са планински със смесено ледниково-снежно подхранване с ясно изразено пролетно-лятно и лятно пълноводие. В сраната има 430 езера и изкуствени водоеми с обща площ 59 km2. Почти всички езера са разположени в планинската част на републиката и са основно ледникови, карстови и лавинни. Най-големия изкуствен водоем е Кубанското водохранилище, в крайната североизточна част, източно от град Черкеск. В района на връх Елбрус, в подножията на някои върхове и по гребена на Главния (Вододелен) хребет има съвременни ледници.
В северната част, в Кубанската низина почвите са черноземни, а на юг, с увеличаване на надморската височина преминават в кафяви горски и планинско-ливадни. Степната растителност в предпланинските части се сменя с лесостепна, а на юг в планините става широколистна (бук, габър, дъб), а по речните долини иглолистна (бор, ела, смърч) растителност. Още по-нагоре следвад субалпийските и алпийските пасища. Горите заемат 344 хил.ха от територията на Карачаево-Черкезия. В горите и високопланинските райони обитават кафяви мечки, рисове, диви котки, белки, диви свине, благороден елен, сърни, турове. В южната част е разположен Тебердинския държавен биосферен резерват, а крайната югозападна част на страната попада в Кавказкия държавен биосферен резерват.

## Население
Карачаево-Черкезия е многонационална република. На нейната територия живеят над 80 националности. Населението и на 1 януари 2017 г. е 446 442, което представлява 0,32% от това на Руската Федерация и по този показател републиката се нарежда на 75-о място в Русия.
Още един факт, отбелязан по време на преброяването – наблюдава се значителен естествен прираст на карачаевците в сравнение с другите националности, което се наблюдава и при други преброявания.
|            | преброяване 1926 | преброяване 1939 | преброяване 1959 | преброяване 1970 | преброяване 1979 | преброяване 1989 | преброяване 2002 |
| ---------- | ---------------- | ---------------- | ---------------- | ---------------- | ---------------- | ---------------- | ---------------- |
| карачаевци | 52 875 (52,0%)   | 70 932 (29,2%)   | 67 830 (24,4%)   | 97 104 (28,2%)   | 109 196 (29,7%)  | 129 449 (31,2%)  | 169 198 (38,5%)  |
| черкези    | 16 186 (15,9%)   | 17 667 (7,3%)    | 24 145 (8,7%)    | 31 190 (9,0%)    | 34 430 (9,4%)    | 40 241 (9,7%)    | 49 591 (11,3%)   |
| абазини    | 13 731 (13,5%)   | 14 138 (5,8%)    | 18 159 (6,5%)    | 22 896 (6,6%)    | 24 245 (6,6%)    | 27 475 (6,6%)    | 32 346 (7,4%)    |
| руснаци    | 2593 (2,6%)      | 118 785 (48,8%)  | 141 843 (51,0%)  | 162 442 (47,1%)  | 165 451 (45,1%)  | 175 931 (42,4%)  | 147 878 (33,6%)  |
| ногайци    | 6263 (6,2%)      | 6869 (2,8%)      | 8903 (3,2%)      | 11 062 (3,2%)    | 11 872 (3,2%)    | 12 993 (3,1%)    | 14 873 (3,4%)    |
| други      | 9961 (9,8%)      | 14 810 (6,1%)    | 17 079 (6,1%)    | 19 957 (5,8%)    | 21 917 (6,0%)    | 28 881 (7,0%)    | 25 584 (5,8%)    |

## Административно деление
В административно-териториално отношение Карачаево-Черкезия се дели на 2 републикански градски окръга и 10 муниципални района. Има 4 града, в т.ч. 2 град с републиканско подчинение (Черкеск и Карачаевск) и 2 града с районно подчинение и 7 селища от градски тип.
| Административна единица      | Площ (km2) | Население (2017 г.) | Административен център | Население (2017 г.) | Разстояние до Черкеск (в km) | Други градове и сгт с районно подчинение        |
| ---------------------------- | ---------- | ------------------- | ---------------------- | ------------------- | ---------------------------- | ----------------------------------------------- |
| Републикански градски окръзи |            |                     |                        |                     |                              |                                                 |
| Карачаевск                   | 22         | 38 598              | гр. Карачаевск         | 21 040              | 64                           | гр. Теберда, Домбай, Орджоникидзевски, Елбруски |
| Черкеск                      | 70         | 122 478             | гр. Черкеск            | 122 478             |                              |                                                 |
| Муниципални райони           |            |                     |                        |                     |                              |                                                 |
| Абазински                    | 300        | 17 450              | аул Инжич-Чукун        | 2618                | 32                           |                                                 |
| Адиге-Хабълски               | 326        | 15 712              | аул Адиге-Хабъл        | 3888                | 20                           |                                                 |
| Зеленчукски                  | 2931       | 48 159              | ст-ца Зеленчукская     | 13 449              | 75                           |                                                 |
| Карачаевски                  | 3916       | 31 855              | гр. Карачаевск         |                     | 64                           | Нови Карачай, Правокубански                     |
| Малокарачаевски              | 1365       | 43 473              | с. Учкекен             | 16 512              | 80                           |                                                 |
| Ногайски                     | 202        | 15 657              | пос. Еркен Шахар       | 4184                | 26                           |                                                 |
| Прикубански                  | 960        | 28 907              | пос. Кавказки          | 3022                | 20                           | Ударни                                          |
| Урупски                      | 2782       | 22 975              | ст-ца Преградная       | 7466                | 105                          | Медногорски                                     |
| Уст Джегутински              | 911        | 50 398              | гр. Уст Джегута        | 30 468              | 15                           |                                                 |
| Хабезки                      | 565        | 30 770              | аул Хабез              | 6392                | 26                           |                                                 |

## Икономика
Развито е машиностроенето, хранително-вкусовата и лека промишленост, добивът на нефт и газ, химическата, въгледобивна и минна промишленост.
В селското стопанство републиката е специализирана в животновъдството (предимно овце и коне). Отглеждат се захарно цвекло, царевица, слънчоглед, пшеница.
| хиляди хектара | 192,3 | 155,2 | 142 | 117,6 | 121,9 | 141,9 |